# Mimocastnia rothschildi
Mimocastnia rothschildi är en fjärilsart som beskrevs av Adalbert Seitz 1913. Mimocastnia rothschildi ingår i släktet Mimocastnia och familjen Riodinidae. Inga underarter finns listade i Catalogue of Life.